# Bellorchestia kirki
Bellorchestia kirki is een vlokreeftensoort uit de familie van de Talitridae. De wetenschappelijke naam van de soort is voor het eerst geldig gepubliceerd in 1956 door Hurley.